# L'età della ragione (Sartre)
L'età della ragione (titolo originale in francese: L'âge de raison) è il primo romanzo della trilogia I cammini della libertà, che nelle intenzioni originali dell'autore, Jean-Paul Sartre, doveva essere una tetralogia; Sartre abbandonò però la stesura del quarto romanzo.

## Edizioni
- L'età della ragione, traduzione di Orio Vergani, Milano, Bompiani, 1946.